# Stefaniola halocharii
Stefaniola halocharii är en tvåvingeart som beskrevs av Fedotova 1994. Stefaniola halocharii ingår i släktet Stefaniola och familjen gallmyggor.
Artens utbredningsområde är Kazakstan. Inga underarter finns listade i Catalogue of Life.